# Казарин, Владимир Николаевич
Казарин, Владимир Николаевич (род. 7 января 1939, с. Подбельское, Самарская область) — советский, русский прозаик, журналист, краевед.

## Биография
Родился 7 января 1939 г. в с. Подбельское (ныне Похвистневского района Самарской области) в семье служащих. Учился в ремесленном училище №1 г. Куйбышева. 
1968 — Окончил Куйбышевский строительный техникум. 
Начинал свою трудовую деятельность после строительного техникума наладчиком токарных автоматов, пожарным и матросом.
Первая публикация Казарина в печати появилась в 1976 году. Его рассказы и очерки печатались в сборниках, журналах «Октябрь», «Волга», в еженедельнике «Литературная Россия».
1977 закончил Литературный институт им. М. Горького . Работал редактором Куйбышевского областного радио и областного книжного издательства. 
Автор многочисленных материалов краеведческого характера в периодических изданиях. 
В 2012 г. получил губернский грант в области науки и техники.

## Оценка творчества
Как журналисту принадлежит большое число  заметок, корреспонденций, очерков, интервью, большая часть которых связаны с историей, экономикой и культурой Самары, в том числе большой пласт творчества посвящен годам Великой Отечественной войны и купечеству в Самаре. 
Исследователи считают его "Певцом Волги". Волге были посвящены и первые рассказы Казарина, и его статьи в разных изданиях (в том числе и в «Волжской коммуне»), и книги «Как по Волге-реке», изданная в 1983 году, «Идут караваны судов» (1985 год), «Волга в огне» (1987 год). 
В последние годы Казарин работает, в основном, в жанре документальной публицистики.

## Награды
Лауреат губернской премии в области культуры и искусства за 2015 г.